# Список населённых пунктов Кобринского района
В Кобринском районе насчитывается 162 населённых пункта, из них 161 в сельской местности в составе 11 сельсоветов. Административный центр и единственный город района — Кобрин — в список не включён.
Список составлен по материалам официального сайта Кобринского райисполкома. Данные актуальны на начало 2016 года.
| Название          | Название (бел. яз.) | тип         | Сельсовет                | Хозяйств | Население |
| ----------------- | ------------------- | ----------- | ------------------------ | -------- | --------- |
| Андро́ново         | Андронава           | деревня     | Батчинский сельсовет     | 206      | 600       |
| Ба́тчи             | Батчы               | агрогородок | Батчинский сельсовет     | 202      | 636       |
| Бе́льск            | Бельск              | деревня     | Новосёлковский сельсовет | 255      | 578       |
| Берёза            | Бяроза              | деревня     | Буховичский сельсовет    | 71       | 133       |
| Берёза Кости́нская | Бяроза Касцінская   | деревня     | Буховичский сельсовет    | 5        | 9         |
| Берёзно           | Бярозна             | деревня     | Остромичский сельсовет   | 58       | 92        |
| Болота́            | Балата              | деревня     | Киселевецкий сельсовет   | 200      | 425       |
| Больши́е Лепесы́    | Вялікія Лепясы      | деревня     | Буховичский сельсовет    | 702      | 1918      |
| Больши́е Прилу́ки   | Прылукі Вялікія     | деревня     | Остромичский сельсовет   | 16       | 30        |
| Бори́совка         | Барысаўка           | деревня     | Дивинский сельсовет      | 72       | 116       |
| Бори́сово          | Барысава            | деревня     | Киселевецкий сельсовет   | 201      | 546       |
| Бо́рки             | Боркі               | деревня     | Остромичский сельсовет   | 18       | 32        |
| Боро́дичи          | Бародзічы           | деревня     | Городецкий сельсовет     | 21       | 42        |
| Борщи́             | Баршчы              | деревня     | Буховичский сельсовет    | 2        | 5         |
| Бося́ч             | Басяч               | деревня     | Буховичский сельсовет    | 45       | 147       |
| Брилёво           | Брылёва             | деревня     | Киселевецкий сельсовет   | 87       | 220       |
| Бухо́вичи          | Буховічы            | агрогородок | Буховичский сельсовет    | 147      | 413       |
| Бы́стрица          | Быстрыца            | деревня     | Залесский сельсовет      | 288      | 836       |
| Вели́чковичи       | Вялічкавічы         | деревня     | Городецкий сельсовет     | 2        | 4         |
| Верхоле́сье        | Верхалессе          | деревня     | Новосёлковский сельсовет | 157      | 357       |
| Вы́года            | Выгада              | деревня     | Городецкий сельсовет     | 7        | 10        |
| Гайко́вка          | Гайкоўка            | деревня     | Хидринский сельсовет     | 95       | 219       |
| Гирск             | Гірск               | деревня     | Киселевецкий сельсовет   | 75       | 131       |
| Глиня́нки          | Глінянкі            | деревня     | Тевельский сельсовет     | 74       | 217       |
| Гори́здричи        | Гарыздрычы          | деревня     | Буховичский сельсовет    | 14       | 21        |
| Городе́ц           | Гарадзец            | агрогородок | Городецкий сельсовет     | 528      | 1376      |
| Гру́шево           | Грушава             | деревня     | Городецкий сельсовет     | 180      | 383       |
| Гуцки́             | Гуцкі               | деревня     | Батчинский сельсовет     | 0        | 0         |
| Девя́тки           | Дзявяткі            | деревня     | Залесский сельсовет      | 4        | 7         |
| Девя́тки           | Дзявяткі            | деревня     | Тевельский сельсовет     | 59       | 139       |
| Деми́довщина       | Дзямідаўшчына       | деревня     | Городецкий сельсовет     | 39       | 64        |
| Ди́вин             | Дзівін              | агрогородок | Дивинский сельсовет      | 1307     | 3035      |
| До́брое            | Добрае              | деревня     | Городецкий сельсовет     | 0        | 0         |
| Дуби́ны            | Дубіны              | деревня     | Городецкий сельсовет     | 33       | 89        |
| Дубово́е           | Дубавое             | деревня     | Буховичский сельсовет    | 19       | 23        |
| Евси́мовичи        | Яўсімавічы          | деревня     | Буховичский сельсовет    | 99       | 240       |
| Ерёмичи           | Яромічы             | деревня     | Буховичский сельсовет    | 271      | 629       |
| Жуки́              | Жукі                | деревня     | Городецкий сельсовет     | 2        | 2         |
| Жуховцы́           | Жухаўцы             | деревня     | Остромичский сельсовет   | 90       | 229       |
| Заба́ва            | Забава              | деревня     | Новосёлковский сельсовет | 9        | 12        |
| За́болотье         | Забалацце           | деревня     | Городецкий сельсовет     | 6        | 10        |
| Забу́жки           | Забужкі             | деревня     | Хидринский сельсовет     | 38       | 79        |
| Заве́ршье          | Заверша             | деревня     | Тевельский сельсовет     | 20       | 31        |
| Закро́сница        | Закросніца          | деревня     | Залесский сельсовет      | 96       | 254       |
| Зале́ски           | Залескі             | деревня     | Городецкий сельсовет     | 3        | 3         |
| Зале́сье           | Залессе             | деревня     | Залесский сельсовет      | 275      | 729       |
| Зале́сье           | Залессе             | деревня     | Тевельский сельсовет     | 33       | 77        |
| Запру́ды           | Запруды             | деревня     | Остромичский сельсовет   | 74       | 180       |
| Заужо́вье          | Завужоўе            | деревня     | Тевельский сельсовет     | 27       | 46        |
| Зоси́мы            | Засімы              | деревня     | Буховичский сельсовет    | 59       | 103       |
| Зо́сино            | Зосіна              | деревня     | Остромичский сельсовет   | 39       | 72        |
| Изабе́лин          | Ізабелін            | деревня     | Хидринский сельсовет     | 23       | 44        |
| И́лосск            | Іласк               | деревня     | Остромичский сельсовет   | 31       | 54        |
| Имени́н            | Імянін              | деревня     | Буховичский сельсовет    | 271      | 730       |
| Калюхи́            | Калюхі              | деревня     | Киселевецкий сельсовет   | 12       | 18        |
| Ка́менка           | Каменка             | деревня     | Буховичский сельсовет    | 28       | 42        |
| Ка́мень            | Камень              | деревня     | Городецкий сельсовет     | 108      | 263       |
| Ката́ши            | Каташы              | деревня     | Хидринский сельсовет     | 94       | 212       |
| Кива́тичи          | Ківацічы            | деревня     | Тевельский сельсовет     | 15       | 37        |
| Киселёвцы         | Кісялёўцы           | агрогородок | Киселевецкий сельсовет   | 216      | 547       |
| Клеты́ще           | Клятышча            | деревня     | Дивинский сельсовет      | 55       | 95        |
| Клещи́             | Кляшчы              | деревня     | Тевельский сельсовет     | 4        | 5         |
| Кози́ще            | Казішча             | деревня     | Буховичский сельсовет    | 30       | 41        |
| Коло́ния           | Калонія             | деревня     | Остромичский сельсовет   | 17       | 30        |
| Колубе́ли          | Калубелі            | деревня     | Остромичский сельсовет   | 12       | 18        |
| Ко́рчицы           | Корчыцы             | деревня     | Хидринский сельсовет     | 187      | 461       |
| Кусто́вичи         | Кустовічы           | деревня     | Городецкий сельсовет     | 114      | 226       |
| Ла́стовки          | Ластаўкі            | деревня     | Тевельский сельсовет     | 35       | 82        |
| Лега́ты            | Лягаты              | деревня     | Буховичский сельсовет    | 118      | 327       |
| Ле́ликово          | Лелікава            | деревня     | Дивинский сельсовет      | 240      | 586       |
| Леско́во           | Ляскова             | деревня     | Буховичский сельсовет    | 65       | 147       |
| Ли́пники           | Ліпнікі             | деревня     | Городецкий сельсовет     | 1        | 1         |
| Ли́пово            | Ліпава              | деревня     | Городецкий сельсовет     | 38       | 86        |
| Ли́пово            | Ліпава              | деревня     | Дивинский сельсовет      | 16       | 17        |
| Литви́нки          | Літвінкі            | деревня     | Батчинский сельсовет     | 59       | 136       |
| Лука́              | Лука                | агрогородок | Остромичский сельсовет   | 247      | 593       |
| Луце́вичи          | Луцэвічы            | деревня     | Буховичский сельсовет    | 136      | 355       |
| Лу́щики            | Лушчыкі             | деревня     | Остромичский сельсовет   | 49       | 99        |
| Лы́щики            | Лышчыкі             | деревня     | Тевельский сельсовет     | 41       | 82        |
| Ля́хчицы           | Ляхчыцы             | деревня     | Хидринский сельсовет     | 63       | 142       |
| Магда́лин          | Магдалін            | деревня     | Киселевецкий сельсовет   | 268      | 757       |
| Ма́зичи            | Мазічы              | деревня     | Батчинский сельсовет     | 32       | 60        |
| Мазури́            | Мазуры              | деревня     | Городецкий сельсовет     | 18       | 25        |
| Мазури́            | Мазуры              | деревня     | Хидринский сельсовет     | 157      | 446       |
| Ма́лые Лепесы́      | Малыя Лепясы        | деревня     | Буховичский сельсовет    | 14       | 23        |
| Ма́лые Прилу́ки     | Прылукі Малыя       | деревня     | Залесский сельсовет      | 11       | 21        |
| Ма́лыши            | Малышы              | деревня     | Тевельский сельсовет     | 20       | 40        |
| Ма́цы              | Мацы                | деревня     | Тевельский сельсовет     | 32       | 74        |
| Меленко́во         | Мелянкова           | деревня     | Городецкий сельсовет     | 26       | 54        |
| Ме́льники          | Мельнікі            | деревня     | Батчинский сельсовет     | 9        | 18        |
| Мерни́ца           | Мярніца             | деревня     | Тевельский сельсовет     | 11       | 24        |
| Мефёдовичи        | Мяфёдавічы          | деревня     | Городецкий сельсовет     | 53       | 106       |
| Миня́нка           | Мінянка             | деревня     | Буховичский сельсовет    | 52       | 110       |
| Муховло́ки         | Мухаўлокі           | деревня     | Остромичский сельсовет   | 23       | 29        |
| Нетре́ба           | Нятрэба             | деревня     | Городецкий сельсовет     | 1        | 1         |
| Новоса́дки         | Навасадкі           | деревня     | Хидринский сельсовет     | 4        | 5         |
| Новосёлки         | Навасёлкі           | агрогородок | Новосёлковский сельсовет | 287      | 669       |
| Новосёлки         | Навасёлкі           | деревня     | Остромичский сельсовет   | 7        | 14        |
| Новосёлки         | Навасёлкі           | деревня     | Тевельский сельсовет     | 10       | 13        |
| Оводы́             | Авады               | деревня     | Хидринский сельсовет     | 19       | 34        |
| Огоро́дники        | Агароднікі          | деревня     | Батчинский сельсовет     | 10       | 16        |
| Одри́нка           | Адрынка             | деревня     | Городецкий сельсовет     | 0        | 0         |
| Октя́брь           | Акцябр              | деревня     | Городецкий сельсовет     | 218      | 552       |
| Ольхо́вка          | Альхоўка            | деревня     | Новосёлковский сельсовет | 45       | 122       |
| Они́сковичи        | Аніскавічы          | агрогородок | Городецкий сельсовет     | 70       | 164       |
| Ор                | Ор                  | хутор       | Дивинский сельсовет      | 2        | 5         |
| Оре́ховский        | Арэхаўскі           | агрогородок | Дивинский сельсовет      | 337      | 984       |
| О́са               | Воса                | агрогородок | Дивинский сельсовет      | 123      | 303       |
| Осмо́ловичи        | Асмолавічы          | деревня     | Городецкий сельсовет     | 11       | 13        |
| О́совцы            | Восаўцы             | деревня     | Остромичский сельсовет   | 21       | 41        |
| Островля́ны        | Астраўляны          | деревня     | Хидринский сельсовет     | 132      | 373       |
| О́строво           | Вострава            | деревня     | Тевельский сельсовет     | 37       | 87        |
| Остро́мичи         | Астромічы           | агрогородок | Остромичский сельсовет   | 343      | 960       |
| Па́влово           | Паўлава             | деревня     | Залесский сельсовет      | 1        | 1         |
| Па́трики           | Патрыкі             | деревня     | Хидринский сельсовет     | 228      | 582       |
| Переле́сье         | Пералессе           | деревня     | Дивинский сельсовет      | 10       | 17        |
| Перки́             | Пяркі               | деревня     | Хидринский сельсовет     | 38       | 79        |
| Пе́ски             | Пескі               | агрогородок | Хидринский сельсовет     | 237      | 603       |
| Пе́ски 2           | Пескі 1             | деревня     | Хидринский сельсовет     | 50       | 71        |
| Пестеньки́         | Песцянькі           | деревня     | Тевельский сельсовет     | 15       | 26        |
| Пе́тьки            | Пецькі              | деревня     | Хидринский сельсовет     | 122      | 328       |
| Пло́ское           | Плоскае             | деревня     | Хидринский сельсовет     | 73       | 164       |
| Пля́нта            | Плянта              | деревня     | Остромичский сельсовет   | 86       | 220       |
| Пови́тье           | Павіцце             | агрогородок | Повитьевский сельсовет   | 587      | 1472      |
| Подбе́рье          | Падбер'е            | деревня     | Остромичский сельсовет   | 28       | 56        |
| Подземе́нье        | Падзяменне          | деревня     | Городецкий сельсовет     | 19       | 24        |
| Подоле́сье         | Падалессе           | деревня     | Буховичский сельсовет    | 27       | 55        |
| Поля́тичи          | Паляцічы            | деревня     | Батчинский сельсовет     | 88       | 247       |
| Птицефа́брика      | Птушкафабрыка       | посёлок     | Батчинский сельсовет     | 251      | 715       |
| Ра́чки             | Рачкі               | деревня     | Залесский сельсовет      | 7        | 11        |
| Ре́чица            | Рэчыца              | деревня     | Буховичский сельсовет    | 2        | 4         |
| Руде́ц Большо́й     | Рудзец Вялікі       | деревня     | Городецкий сельсовет     | 14       | 21        |
| Руде́ц Ма́лый       | Рудзец Малы         | деревня     | Городецкий сельсовет     | 14       | 19        |
| Рухо́вичи          | Руховічы            | деревня     | Дивинский сельсовет      | 69       | 170       |
| Ры́бна             | Рыбна               | деревня     | Киселевецкий сельсовет   | 116      | 352       |
| Ры́нки             | Рынкі               | деревня     | Тевельский сельсовет     | 6        | 8         |
| Селе́ц             | Сялец               | деревня     | Залесский сельсовет      | 86       | 203       |
| Сла́вное           | Слаўнае             | деревня     | Тевельский сельсовет     | 9        | 9         |
| Смоля́рня          | Смалярня            | деревня     | Остромичский сельсовет   | 10       | 14        |
| Со́впли            | Соўплі              | деревня     | Городецкий сельсовет     | 7        | 8         |
| Староду́бцы        | Старадубцы          | деревня     | Городецкий сельсовет     | 15       | 23        |
| Стасюки́           | Стасюкі             | деревня     | Тевельский сельсовет     | 15       | 18        |
| Стри́гово          | Стрыгава            | агрогородок | Тевельский сельсовет     | 217      | 571       |
| Стри́и             | Стрыі               | деревня     | Буховичский сельсовет    | 59       | 158       |
| Сухо́вчицы         | Сухоўчыцы           | деревня     | Хидринский сельсовет     | 43       | 124       |
| Те́вли             | Тэўлі               | деревня     | Тевельский сельсовет     | 224      | 565       |
| Те́мра Ста́рая      | Тэмра Старая        | деревня     | Остромичский сельсовет   | 10       | 11        |
| Турна́я            | Турная              | деревня     | Залесский сельсовет      | 24       | 32        |
| У́шковица          | Ушкавіца            | деревня     | Хидринский сельсовет     | 59       | 174       |
| Фрукто́вый         | Фруктовы            | посёлок     | Батчинский сельсовет     | 207      | 579       |
| Хабо́вичи          | Хабовічы            | деревня     | Дивинский сельсовет      | 231      | 597       |
| Хи́дры             | Хідры               | агрогородок | Хидринский сельсовет     | 325      | 832       |
| Ходы́ничи          | Хадынічы            | деревня     | Новосёлковский сельсовет | 73       | 139       |
| Худли́н            | Худлін              | деревня     | Городецкий сельсовет     | 22       | 56        |
| Чели́щевичи        | Чалішчавічы         | деревня     | Городецкий сельсовет     | 10       | 23        |
| Черева́чицы        | Чаравачыцы          | деревня     | Батчинский сельсовет     | 21       | 47        |
| Черни́чное         | Чарнічнае           | деревня     | Тевельский сельсовет     | 2        | 2         |
| Шемето́вка         | Шамятоўка           | деревня     | Остромичский сельсовет   | 78       | 204       |
| Шипо́вичи          | Шыповічы            | деревня     | Батчинский сельсовет     | 53       | 153       |
| Шури́              | Шуры                | деревня     | Городецкий сельсовет     | 3        | 3         |
| Я́голки            | Ягалкі              | деревня     | Хидринский сельсовет     | 1        | 1         |